# Carlos Arroyo (architect)
Carlos Arroyo Zapatero is een Spaanse architect, stedenbouwkundige en architectuurcriticus uit Madrid. Hij heeft reeds verschillende internationale prijzen gewonnen en heeft deelgenomen aan grote exposities zoals de Biënnale van Venetië (8, 14de en 16de), Centre Pompidou, of de fr:Institut Français d'Architecture van Parijs. In 2006 werd hij geselecteerd als een van de 10 beste opkomende Spaanse architecten op dit moment. Zijn werken verschijnen in publicaties zoals El Croquis (no 119), Bauwelt, Bau, Arquitectura, AV, circo, Fisuras en ON diseño.
Carlos Arroyo heeft zijn bureau in Madrid. Van hieruit realiseert hij projecten van verschillende aard, met de nadruk op duurzaam bouwen en onderzoek naar nieuwe woonvormen. Copropiedad CLV te Granada bijvoorbeeld is (een combinatie van 2500 m² gemeenschappelijke woningen, een agro-industrieel coöperatief en een gemengd systeem van duurzame energie. Deze heeft verscheidene prijzen ontvangen waaronder de internationale EMV-prijs voor duurzaamheid en residentiële innovatie in 2006). Andere voorbeelden zijn de ecowijk te Toledo, met 60.000 m² woningbouw (woningen-op-maat) en aanvullende voorzieningen na het winnen van de internationale wedstrijd Europan, het Project H↔H (een onderzoek naar de werkelijke vraag voor nieuwe woonvormen in Spanje, in samenwerking met Eleonora Guidotti en de sociologe Virginia Godoy), en andere woningbouwprojecten voor speciale doelgroepen: jongeren, senioren (met gedeelde voorzieningen) en grote families.

## Carrière
- 1990 Linguïst. Institute of Linguists, Londen
- 1997 Architect ETSAM, Madrid
- 2000-08 Docent van architectuurprojecten. Universidad de Alcalá de Henares[4]
- 2002-06 Lid van het nationaal comité Europan Spanje[5]
- 2004- Lid van het wetenschappelijk comité Europan Europa[6]
- 2005- Docent van architectuurprojecten. Universidad Europea de Madrid
- 2006-08 Docent voor postgraduaten. Universidad de Alcalá de Henares
- 2007- Docent voor postgraduaten. Universidad Europea de Madrid

## Belangrijkste werken

### Architectuur
- OostCampus,[7] Oostkamp, België (Vlaams Bouwmeester - Open Oproep)
- Academie MWD,[8] Dilbeek, België (Vlaams Bouwmeester - Open Oproep)
- CC Westrand (renovatie)[9] Dilbeek, België.
- Casa MSA6, Madrid
- Edificio TSM3,[10] Madrid
- Casa Encuentro, Tabernas, Almería
- Casa del Amor,[11] Madrid
- Copropiedad CLV, Válor, Granada (EMVS prijs loor duurzaamheid en residentïele innovatie)
- Complejo AAN, Salamanca

### Projecten
- 119 huizen te Rivas Ecopolis (ING Real Estate)

### Stedenbouw en Landschap
- Ecowijk van Toledo, Toledo (Europan, 1e Prijs)
- Ferial de Villanueva de la Cañada, Madrid (2e Prijs)
- Productieve Park en Omgeving OostCampus, Oostkamp, België
- Productieve Landschappen, verschillende locaties.

## Prijzen
- Goud Prijs Bouwmeester 2013[12] voor OostCampus, Oostkamp.
- Archdaily's 65 Best New Bulidings in the World 2012, Academie MWD[13]
- Archdaily's 65 Best New Bulidings in the World 2012, OostCampus[14]
- Holcim Silver Award voor Duurzaam Bouwen[15] in Europa 2011
- Genomineerd voor de Europese Mies van der Rohe Award[16] 2011
- 1e prijs Open Oproep[17] Wedstrijd voor OostCampus. Gemeentehuis en Diensten Centrum te Oostkamp, België 2008
- 1e prijs Open Oproep Wedstrijd voor de Academie MDW te Dilbeek, België 2007
- Internationaal Award voor Duurzaamheid en Innovatie in Wonen. EMVS. Madrid 2006
- 2e prijs Nationale Wedstrijd: Ferial y zonas recreativas. Vilanueva de la Cañada. Madrid 2004
- Internationaal Saloni Award: Estudio y Refugio en Nuñez de Arce 2003
- 1e prijs Internationale Competitie Europan VI. Toledo Ecowijk 2001
- 1e prijs Concurrentie: Atico para Coleccionista en la calle de la Estrella de Madrid 2001
- 1e prijs Nationale Wedstrijd: Pabellón "Franchipolis" para Deutsche Bank. Fira de Valencia 2000
- 2e prijs Nationale Wedstrijd: Centro de Día de Personas Mayores. Ayuntamiento de San Sebastian de los Reyes 2000
- 1e prijs Nationale Wedstrijd: Museo del Agua de Tenerife. Ayuntamiento de Guimar 1999
- Isover Award voor de beste PFC (Thesis Project) van het jaar in ETSAM 1997

### Boeken (selectie)
- Vivienda y sostenibilidad en España, Vol. 2 - Toni Solanas Ed. Gustavo Gili, Barcelona 2007
- Emergentes 06 – Ed. COAAragón, Zaragoza 2007
- Europan Generation. The reinterpreted City. - Ed. La cité de L´Architecture et du Patrimoine / Europan, Parijs 2007
- Arquitecturas S.XXI - Ed. ea! Ediciones de arquitectura. Madrid 2007 - Págs.98-117
- Sostenibilidad y Tecnología en la Ciudad – Foro Civitas nova – Libro Verde - Ed. Fundación Civitas Nova. Albacete 2006
- Guía de Arquitectura de Madrid 1975-2007 -(AA.VV) Ed. EMVS Madrid 2006
- Vivienda en España - (AA.VV.) Ed. El Viso. Madrid 2006
- Freshmadrid - Ed. ea! Ediciones de arquitectura – db 10. Madrid 2006
- Catalogue of implementations. - Ed. Europan - Europe, Parijs 2004
- Biennale di Venezia (Catalogo) Paisajes Internos. - Ed. Pabellón de España. Madrid 2002

### Tijdschriften (selectie)
- A+, Nº 216 (2009) - Brussel
- Minerva, Nº IV[18]
- El Croquis, Nº 119[19][20] Madrid (2004); Nº 136/137[21] Madrid (2007).
- Arquitectos - Nº 181 (2007) - Madrid.
- Pasajes, Nº 94[22] (2008); 25 (2007) - Madrid.
- Arquitectura, Nº: 326 (2002) 344 (2006) - Madrid.
- InfoDOMUS, Nº 1 (2006) - Madrid.
- EPS – El País Semanal. Madrid, 2004